# Kornél Horváth

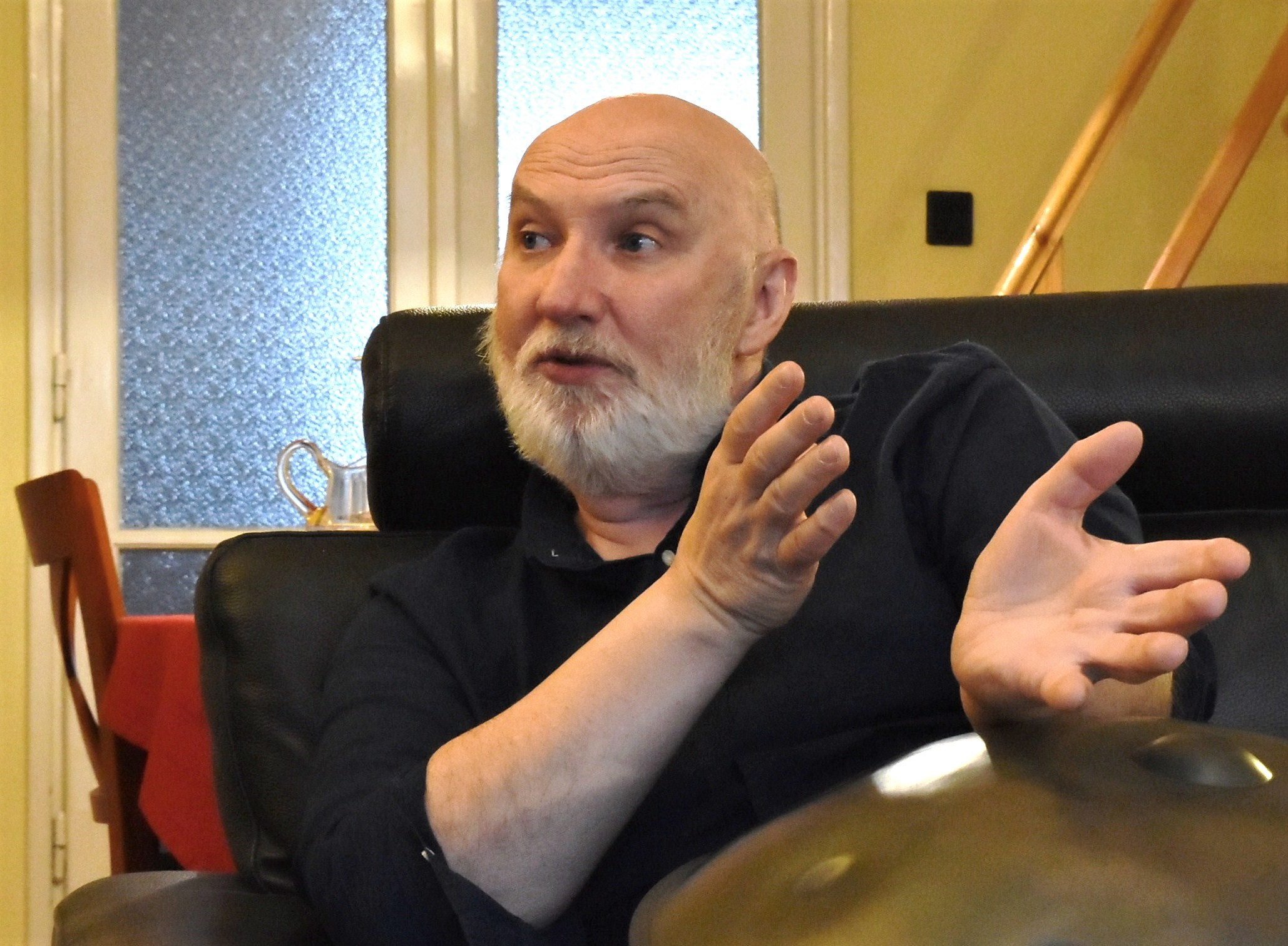
Kornél Horváth

Kornél Horváth (* 27. September 1954 in Lövő) ist ein ungarischer Jazz-Perkussionist.
Horváth wurde in den 1970er Jahren als Flötenspieler bekannt. Danach begann er seine Karriere als Perkussionist. 1990 nahm er auf Einladung der Association of American Percussionists am Philadelphia Percussion Festival teil. Er wurde durch seine komplexe und virtuose Spieltechnik bekannt. Neben klassischen beherrscht er auch exotische Perkussionsinstrumente wie Gatham, Gato, Chekere und  Udu.
Er arbeitete mit Musikern wie David Friedman, Anthony Jackson, Tommy Campbell, Randy Brecker, Dagobert Böhm und Béla Szakcsi Lakatos. Unter anderem gehörte er dem Black Sea Trio (mit Enver Ismailov und Anatoly Vapirov), dem Mirrorworld Quartett (mit Zoltán Lantos, Mihály Borbély und Gábor Juhász), dem Percussion Project (mit Carlo Rizzo und Stoyan Yankoulov) und dem String Project (mit Zoltán Lantos, Ateshghan Yuseinov und Wladimir Wolkow) an und war Gründungsmitglied des Trio Stendhal (mit Ferenc Snétberger und László Dés). 1992 erschien sein Soloalbum Rag Handed.